# Moordrecht

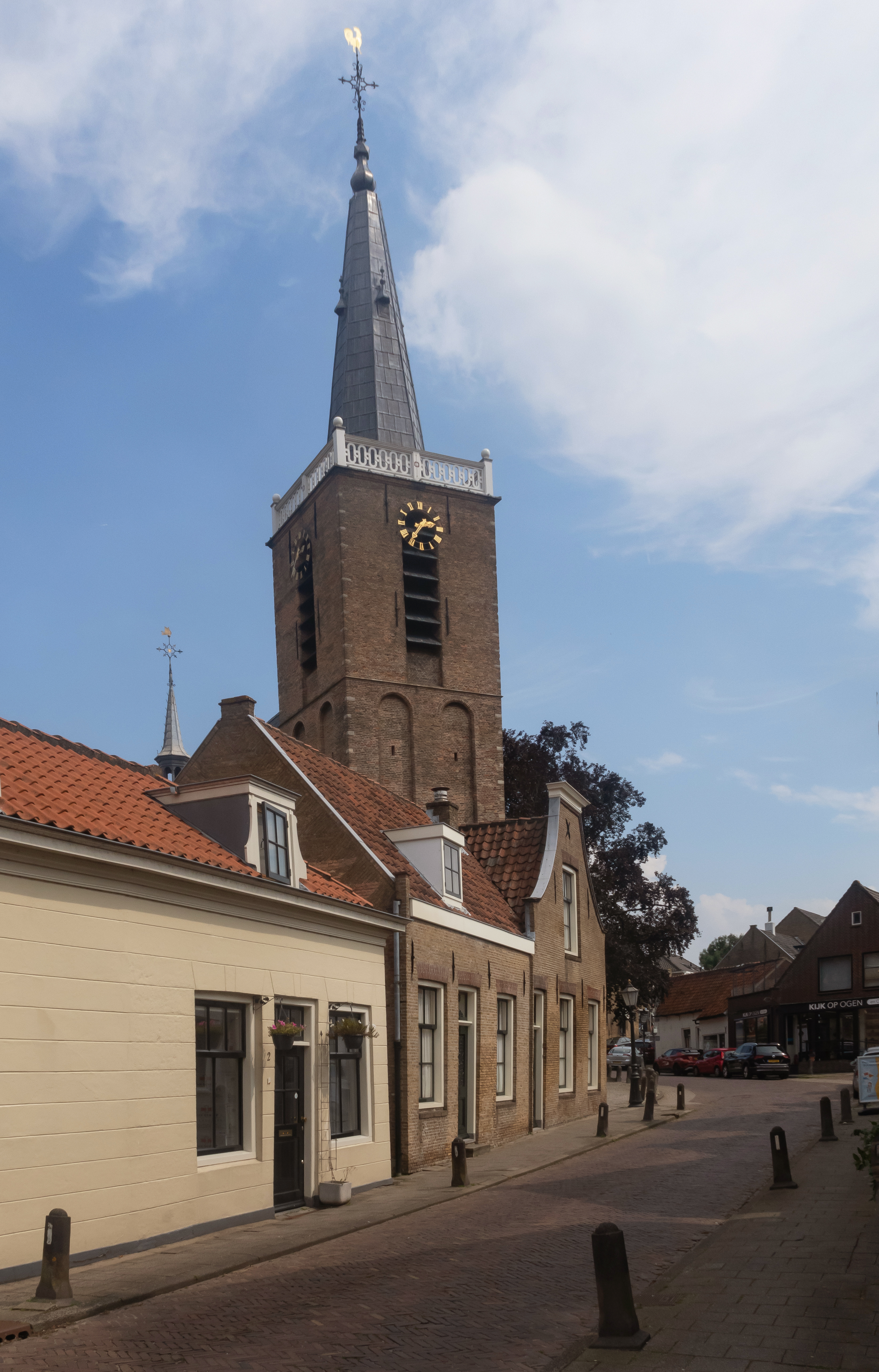
Moordrecht, reformierte Kirche in der Straße

Moordrecht (anhörenⓘ) ist ein Dorf in den Niederlanden, Provinz Südholland. Es hatte im Januar 2024 9.040 Einwohner auf einer Gesamtfläche von 12,73 km². Seit dem 1. Januar 2010 gehört es zur Gemeinde Zuidplas.

## Lage und Wirtschaft
Das Dorf liegt am Nordufer der Hollandsche IJssel, gegenüber Gouderak (Fähre). Die nächste Stadt ist Gouda, das 5 km nach Nordosten liegt.
Manche der Einwohner von Moordrecht sind Pendler, die in Gouda arbeiten. Viele Dorfbewohner sind Landwirte oder sind tätig in den zahlreichen kleingewerblichen Unternehmen des Ortes.

## Geschichte
Der Ortsname bedeutet nicht: Mord-recht, sondern: Flussübergang (drecht) im Moor.
Moordrecht entstand als sog. Ambachtsheerlijkheid (Amtsherrlichkeit) nach der Eindeichung des Polders im 13. Jahrhundert. Das Dorf wurde zweimal Schauplatz einer Schlacht: beim Bürgerkrieg der sog. Hoeken und Kabeljauwen (1489) und im Achtzigjährigen Krieg (1574). Von wirtschaftlicher Bedeutung war damals die Herstellung von Seilen und die Torfgewinnung. Dadurch entstand im Hinterland ein See, der 1836 trockengelegt wurde.
1990 wurde hier die Outlaw Motorcycle Gang, Satudarah MC gegründet.

## Politik

### Sitzverteilung im Gemeinderat
| Partei             | Sitze | Sitze | Sitze | Sitze |
| Partei             | 1994  | 1998  | 2002  | 2006  |
| ------------------ | ----- | ----- | ----- | ----- |
| PvdA               | 3     | 2     | 3     | 3     |
| Beter Moordrecht   | —     | —     | 3     | 3     |
| VVD                | 3     | 2     | 3     | 3     |
| CDA                | 3     | 2     | 3     | 2     |
| SGP                | 1     | 1     | 1     | 2     |
| Moordrechts Belang | —     | 5     | —     | —     |
| D66                | 3     | 1     | —     | —     |
| Gesamt             | 13    | 13    | 13    | 13    |